# Bausen
Bausen (em aranês e oficialmente) ou Bausén (em castelhano) é um município da Espanha na comarca do Vale de Aran, província de Lérida, comunidade autónoma da Catalunha. Tem 17,6 km² de área e em 2021 tinha 66 habitantes (densidade: 3,8 hab./km²).

## Demografia
| Variação demográfica do município entre 1991 e 2004 [carece de fontes?] | Variação demográfica do município entre 1991 e 2004 [carece de fontes?] | Variação demográfica do município entre 1991 e 2004 [carece de fontes?] | Variação demográfica do município entre 1991 e 2004 [carece de fontes?] |
| ----------------------------------------------------------------------- | ----------------------------------------------------------------------- | ----------------------------------------------------------------------- | ----------------------------------------------------------------------- |
| 1991                                                                    | 1996                                                                    | 2001                                                                    | 2004                                                                    |
| 68                                                                      | 70                                                                      | 53                                                                      | 51                                                                      |